# Championnats d'Océanie d'athlétisme 2024
Navigation
Édition précédente Édition suivante
Les 19es Championnats d'Océanie d'athlétisme se déroulent du 1 au 7 juin 2024 au HFC Bank Stadium de Suva aux Fidji. 
Les Îles Marshall et les 3 fédérations membres associées de Nouvelle-Calédonie, Niue et Wallis et Futuna ne sont pas présentes ; La Nouvelle-Calédonie devait initialement y participer, mais en raison des troubles civils en cours sur le territoire, elle n'a pas pu envoyer d'équipe.

## Résultats

### Hommes
| Épreuves                   | Or                                                                                     | Or                        | Argent                                                                     | Argent                 | Bronze                                                                                    | Bronze                 |
| -------------------------- | -------------------------------------------------------------------------------------- | ------------------------- | -------------------------------------------------------------------------- | ---------------------- | ----------------------------------------------------------------------------------------- | ---------------------- |
| 100 m vent: -0.9 m/s       | Joshua Azzopardi                                                                       | 10.33                     | Sebastian Sultana                                                          | 10.35                  | Rohan Browning                                                                            | 10.40                  |
| 200 m vent: -3.9 m/s       | Calab Law                                                                              | 20.74                     | Aidan Murphy                                                               | 21.11                  | Tovetuna Tuna                                                                             | 21.63                  |
| 400 m                      | Luke Van Ratingen                                                                      | 45.84 CR                  | Cooper Sherman                                                             | 45.97                  | Alex Beck                                                                                 | 46.41                  |
| 800 m                      | Peyton Craig                                                                           | 1:46.33 CR                | Luke Boyes                                                                 | 1:46.39                | Jack Lunn                                                                                 | 1:49.31                |
| 1 500 m                    | Russell Green                                                                          | 3:58.02                   | Jamie Mora                                                                 | 3:58.20                | David Lee                                                                                 | 3:58.31                |
| 5 000 m                    | David McNeill                                                                          | 14:02.23                  | Haftu Strintzos                                                            | 14:08.03               | Matthew Taylor                                                                            | 14:15.06               |
| 10 000 m                   | Haftu Strintzos                                                                        | 29:17.97 CR               | Andre Waring                                                               | 29:55.31               | Joshua Phillips                                                                           | 30:06.56               |
| 110 m haies vent: -0.4 m/s | Tayleb Willis                                                                          | 13.56                     | Christopher Douglas                                                        | 13.69                  | Jacob McCorry                                                                             | 13.91                  |
| 400 mètres haies           | Angus Proudfoot                                                                        | 50.64 CR                  | Conor Fry                                                                  | 51.01                  | Thomas Hunt                                                                               | 51.47                  |
| 3 000 m steeple            | Matthew Clarke                                                                         | 8:31.00 CR                | Ben Buckingham                                                             | 8:44.11                | Edward Trippas                                                                            | 8:53.46                |
| 5 000 m marche             | Lucas Martin                                                                           | 25:13.83                  |                                                                            |                        |                                                                                           |                        |
| 10 000 m marche            | Jack McGinniskin                                                                       | 47:38.10                  | Lucas Martin                                                               | 52:08.14               |                                                                                           |                        |
| 4 × 100 m                  | Papouasie-Nouvelle-Guinée- Alphonse Igish - Emmanuel Anis - Tovetuna Tuna - Pais Wisil | 41.31                     | Fidji- Waisele Inoke - Waisake Tewa - Samuela Railoa - Jonacani Koroi      | 42.03                  | Samoa- Maika Fred Pedro - Johnny Key - Livingstonerick Savaiinaea - Falatunatuna Solomona | 42.97                  |
| 4 × 400 m                  | Fidji- Samuela Railoa Waisake Tewa Ilisavani Radovu Jonacani Koroi                     | 3:19.74                   | Vanuatu- Rizon Leo Rara Obediah Timbaci Macaulay John Saunders Toho Josuah | 3:29.83                |                                                                                           |                        |
|                            |                                                                                        |                           |                                                                            |                        |                                                                                           |                        |
| Saut en hauteur            | Yual Reath                                                                             | 2.28 m                    | Roman Anastasios                                                           | 2.25 m                 | Joel Baden                                                                                | 2.25 m                 |
| Saut à la perche           | Dalton Di Medio                                                                        | 5.25 m                    | Aiden Princena-White                                                       | 5.25 m                 | Triston Vincent                                                                           | 4.85 m                 |
| Saut en longueur           | Liam Adcock                                                                            | 8.05 m CR vent: +0.2 m/s  | Henry Frayne                                                               | 7.82 m vent: +3.5 m/s  | Lewis Arthur                                                                              | 7.29 m vent: +1.9 m/s  |
| Triple saut                | Aiden Hinson                                                                           | 16.32 m CR vent: +0.3 m/s | Welre Olivier                                                              | 16.17 m vent: +2.6 m/s | Connor Murphy                                                                             | 16.08 m vent: +0.0 m/s |
|                            |                                                                                        |                           |                                                                            |                        |                                                                                           |                        |
| Lancer du poids            | Nick Palmer                                                                            | 19.98 m                   | Aiden Harvey                                                               | 18.29 m                | Liam Ngchok-Wulf                                                                          | 16.81 m                |
| Lancer du disque           | Darcy Miller                                                                           | 52.27 m                   | Elijah Poila                                                               | 44.47 m                | Jonathan Detageouwa                                                                       | 42.90 m NR             |
| Lancer du marteau          | Anthony Nobilo                                                                         | 65.18 m                   | Timothy Heyes                                                              | 64.32 m                | Benjamin Roberts                                                                          | 62.69 m                |
| Lancer du javelot          | Nash Lowis                                                                             | 79.67 m CR                | Cameron McEntyre                                                           | 76.52 m                | Cruz Hogan                                                                                | 70.90 m                |
|                            |                                                                                        |                           |                                                                            |                        |                                                                                           |                        |
| Décathlon                  | Ashley Moloney                                                                         | 8182 pts CR               | Daniel Golubovic                                                           | 8002 pts               | Angus Lyver                                                                               | 6922 pts               |

### Femmes
| Épreuves                        | Or                                                                                        | Or                     | Argent                                                                                     | Argent                 | Bronze                                                                              | Bronze                 |
| ------------------------------- | ----------------------------------------------------------------------------------------- | ---------------------- | ------------------------------------------------------------------------------------------ | ---------------------- | ----------------------------------------------------------------------------------- | ---------------------- |
| 100 m vent: +0.1 m/s            | Ella Connolly                                                                             | 11.41                  | Ebony Lane                                                                                 | 11.53                  | Leonie Beu                                                                          | 11.85                  |
| 200 m vent: -1.7 m/s            | Torrie Lewis                                                                              | 23.14 CR               | Mia Gross                                                                                  | 23.51                  | Riley Day                                                                           | 23.63                  |
| 400 m                           | Ellie Beer                                                                                | 51.91 CR               | Mikeala Selaidinakos                                                                       | 53.11                  | Amelia Rowe                                                                         | 55.18                  |
| 800 m                           | Alison Andrews-Paul                                                                       | 2:03.94                | Carley Thomas                                                                              | 2:04.91                | Stella Pearless                                                                     | 2:06.96                |
| 1 500 m                         | Laura Nagel                                                                               | 4:22.10                | Rebekah Greene                                                                             | 4:24.40                | Boh Ritchie                                                                         | 4:25.69                |
| 5 000 m                         | Jenny Blundell                                                                            | 15:26.29 CR            | Holly Campbell                                                                             | 15:31.88               | Maudie Skyring                                                                      | 15:49.39               |
| 100 mètres haies vent: -1.7 m/s | Liz Clay                                                                                  | 12.99 CR               | Celeste Mucci                                                                              | 13.07                  | Danielle Shaw                                                                       | 13.30                  |
| 400 mètres haies                | Sarah Carli                                                                               | 56.52                  | Marli Wilkinson                                                                            | 57.94                  | Isabella Guthrie                                                                    | 58.18                  |
| 3 000 m steeple                 | Amy Cashin                                                                                | 9:41.54 CR             | Cara Feain-Ryan                                                                            | 9:48.45                | Stella Radford                                                                      | 10:05.51               |
| 10 000 m marche                 | Tayla Billington                                                                          | 50:03.75               | Chelsea Roberts                                                                            | 52:54.04               | Bridget Bell                                                                        | 53:57.23               |
| 4 × 100 m                       | Nouvelle-Zélande- Amelie Fairclough - Brooke Somerfield - Georgia Hulls - Marielle Venida | 46.07                  | Fidji- Oca Dia Nasulunibawa - Kesaia Boletakanadavau - Melania Turaga - Sereima Rasovasova | 48.67                  | Papouasie-Nouvelle-Guinée- Joy Tieba - Edna Boafob - Janique Mili - Denlyne Siliwen | 48.94                  |
| 4 × 400 m                       | Papouasie-Nouvelle-Guinée - Raylyne Kanam - Patricia Kuku - Joy Tieba - Denlyne Siliwen   | 4:01.91                | Vanuatu - Lisbeth Kalopong - Claudie David - Lyza Malres - Chloe David                     | 4:16.99                |                                                                                     |                        |
|                                 |                                                                                           |                        |                                                                                            |                        |                                                                                     |                        |
| Saut en hauteur                 | Keeley O'Hagan                                                                            | 1.86 m = CR            | Imogen Skelton                                                                             | 1.83 m                 | Alexandra Harrison                                                                  | 1.79 m                 |
| Saut en hauteur                 | Keeley O'Hagan                                                                            | 1.86 m = CR            | Imogen Skelton                                                                             | 1.83 m                 | Toby Stolberg                                                                       | 1.79 m                 |
| Saut à la perche                | Elyssia Kenshole                                                                          | 3.80 m                 | Georgia Tayler                                                                             | 3.80 m                 | Julian Sosimo                                                                       | 1.85 m                 |
| Saut en longueur                | Samantha Dale                                                                             | 6.47 m vent: +2.5 m/s  | Elizabeth Hedding                                                                          | 6.41 m vent: +1.7 m/s  | Tomysha Clark                                                                       | 6.36 m vent: +1.2 m/s  |
| Triple saut                     | Desleigh Owusu                                                                            | 13.45 m vent: +0.5 m/s | Kayla Cuba                                                                                 | 13.10 m vent: +1.3 m/s | Tiana Boras                                                                         | 12.89 m vent: +2.5 m/s |
|                                 |                                                                                           |                        |                                                                                            |                        |                                                                                     |                        |
| Lancer du poids                 | Atamaama Tu'Utafaiva                                                                      | 16.24 m                | Emma Berg                                                                                  | 15.94 m                | Natalia Rankin-Chitar                                                               | 15.66 m                |
| Lancer du disque                | Taryn Gollshewsky                                                                         | 60.96 m CR             | Tatiana Kaumoana                                                                           | 57.59 m                | Anika Gosling                                                                       | 51.83 m                |
| Lancer du marteau               | Lauren Bruce                                                                              | 69.99 m                | Aliyah Canepa                                                                              | 55.58 m                | Deborah Bulai                                                                       | 55.01 m                |
| Lancer du javelot               | Mackenzie Little                                                                          | 61.09 m                | Sharon Toako                                                                               | 47.88 m                | Iowana Kavekai                                                                      | 35.15 m                |
|                                 |                                                                                           |                        |                                                                                            |                        |                                                                                     |                        |
| Heptathlon                      | Camryn Newton-Smith                                                                       | 6070 pts CR            | Tori West                                                                                  | 5951 pts               | Emelia Surch                                                                        | 5614 pts               |

### Mixte
| Épreuves        | Or                                                                                        | Or         | Argent                                                                              | Argent     | Bronze                                                                    | Bronze     |
| --------------- | ----------------------------------------------------------------------------------------- | ---------- | ----------------------------------------------------------------------------------- | ---------- | ------------------------------------------------------------------------- | ---------- |
| 4 × 400 m mixte | Nouvelle-Zélande - Angus Lyver - Amelie Fairclough - Lex Revell-Lewis - Madeleine Waddell | 3:26.12 NR | Papouasie-Nouvelle-Guinée - Benjamin Aliel - Leonie Beu - Daniel Baul - Isila Apkup | 3:28.48 NR | Fidji - Waisake Tewa - Melania Turaga - Jonacani Koroi - Gladness Simpson | 3:37.83 NR |

### Légende
Records et Performances
- AR : Record continental (area record)
- CR : Record des championnats (championship record)
- MR : Record du meeting (meet record)
- NR : Record national (national record)
- OR : Record olympique (olympic record)
- PR : Record paralympique (paralympic record)
- PB : Record personnel (personal best)
- SB : Meilleure performance personnelle de la saison (season's best)
- WL : Meilleure performance mondiale de l'année (world leader)
- WJR : Record du monde junior (world junior record)
- WR : Record du monde (world record)

Circonstances et Conditions
- DNF : N'a pas terminé (did not finish)
- DNS : N'a pas pris le départ (did not start)
- DQ : Disqualification (disqualification)
- NM : Aucun essai valable enregistré (No Mark)
- Q : Qualifié « directement » au prochain tour (ou à la prochaine compétition), lors d'une compétition majeure, grâce au classement ou à la réalisation des minima (automatic qualifier)
- q : Qualifié au prochain tour (ou à la prochaine compétition), lors d'une compétition majeure, grâce au repêchage ou à la réalisation de l'une des meilleures performances parmi celles des « non qualifiés directement » (grâce au meilleur temps ou à la meilleure distance par exemple) (secondary qualifier)

## Tableau des médailles
- Pays organisateur (Fidji)

| Rang  | Nation                    | Or | Argent | Bronze | Total |
| ----- | ------------------------- | -- | ------ | ------ | ----- |
| 1     | Australie                 | 31 | 31     | 25     | 87    |
| 2     | Nouvelle-Zélande          | 10 | 6      | 8      | 24    |
| 3     | Papouasie-Nouvelle-Guinée | 2  | 2      | 3      | 7     |
| 4     | Fidji                     | 1  | 2      | 3      | 6     |
| 5     | Tonga                     | 1  | 0      | 0      | 1     |
| 6     | Vanuatu                   | 0  | 2      | 0      | 2     |
| 7     | Îles Cook                 | 0  | 1      | 0      | 1     |
| 8     | Nauru                     | 0  | 0      | 1      | 1     |
| 8     | Samoa                     | 0  | 0      | 1      | 1     |
| 8     | Îles Salomon              | 0  | 0      | 1      | 1     |
| Total | Total                     | 45 | 44     | 42     | 131   |